# Ulryk von Liechtenstein

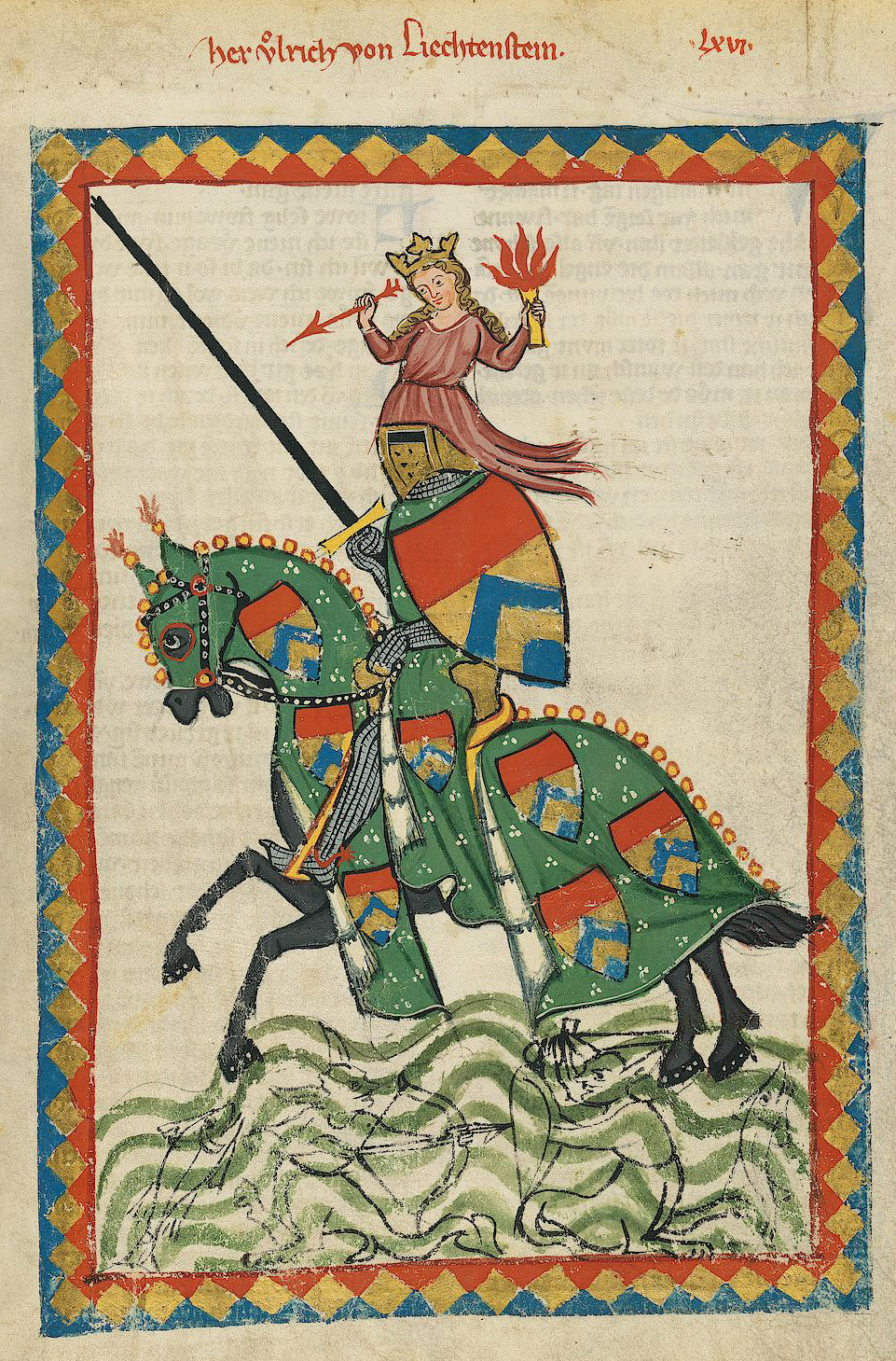
Portret Ulryka pochodzący z Codexu Manesse. Jako klejnot na hełmie rycerza przedstawiona jest bogini Wenus, trzymająca strzałę (symbol wzbudzenia uczucia) i pochodnie (wyobrażenie rozpalonej miłości). Przedstawienie to nawiązuje do słynnej „Podróży Wenus”, jaką odbył Ulryk.

Ulryk von Liechtenstein (ur. 1198, zm. 26 stycznia 1275) – średniowieczny rycerz, minnesinger, autor dwóch poematów, pięćdziesięciu ośmiu pieśni, uczestnik licznych turniejów rycerskich, ministeriał. Pan zamków Liechtenstein, Murau i Frauenburg, położonych w pobliżu Judenburgu.

## Rodzina
Ulryk pochodził ze Styrii. Urodził się w rodzinie ministeriałów. Jego rodzina stale powiększała swój majątek oraz posiadane prawa i swobody, służąc na dworze margrabiów, a następnie książąt Styrii, Austrii i Meranu. Jego ojciec Dietmar III von Liechtenstein-Offenberg poślubił Gertrudę von Treisen-Freistritz, kobietę pochodzącą ze starej, rodowej szlachty, a nie ministeriałów. Po śmierci ojca Ulryk jako jego najstarszy syn otrzymał we władanie leżące nieopodal miasta Judenburg zamki Liechtenstein, Murau i Frauenburg. Ulryk miał trzech braci i dwie siostry:
- Dietmara IV – po śmierci Dietmara III otrzymał we władanie Offenberg, który stał się siedzibą młodszej linii rodu;
- Ottona – przeznaczony do stanu kapłańskiego pełnił posługę w Grazu;
- Hartnida – również przeznaczony do stanu kapłańskiego pełnił posługę w Pöls, awansowany później na biskupstwo w Gurk (1283–1298);
- Jadwigę – poślubiła styryjskiego ministeriała Dietmara;
- nieznaną z imienia siostrę – poślubiła austriackiego szambelana Henryka von Wasserburg.

Ulryk ożenił się z Perchtą von Weissenstein, z którą miał dwóch synów: Ulryka II i Ottona II oraz dwie córki: Dietmut i Perchtę, późniejszą żonę poety Heranda II von Wildon.

## Życiorys

### Młodość
O pierwszych trzydziestu latach życia poety wiemy z po części autobiograficznego poematu Służba damom (niem. Frauendienst, średnio-wysoko-niem. Vrouwen Dîenst). Opisywał on w nim swoje życie, dodając jednak wiele wymyślonych przez siebie zdarzeń, dlatego też trudno jest oddzielić historykom fakty od fikcji. W wieku dwunastu lat miał on trafić na wielki dwór, gdzie przez cztery lata służył jako paź. Zdaniem polskiego mediewisty Dariusza Piwowarczyka mógł to być dwór Meranu, rządzony przez rodzinę von Andechs, a dokładniej przez Ottona I, brata świętej Jadwigi Śląskiej, który poślubił Beatrycze, wnuczkę Fryderyka I Barbarossy. Według tej hipotezy to właśnie Beatrycze miała być obiektem uczuć młodego Ulryka oraz kobietą opisaną w Służbie damom. Przypuszczenie to jednak nie jest pewne, ponieważ autor poematu przemilczał imię owej damy. Wiadomo, że po tej przygodzie na rok wrócił do domu, po czym jako giermek trafił na pięć lat na dwór Henryka, margrabiego Istrii i brata wspomnianego wcześniej Ottona I. Dwór ten opuścił w 1220 roku na skutek śmierci ojca, po której przejął jego posiadłości. Swoją przyszłą karierę młody Ulryk związał z dworem wiedeńskim, ponieważ już od 1192 roku księstwo Styrii należało do władców Austrii. W 1222 roku został pasowany na rycerza przez Leopolda VI Sławnego, co odbyło się w akcie zbiorowego pasowania, uświetniającego ślub książęcej córki. Kolejne lata Ulryk związał z dworem wspomnianego księcia. Czasy te wspominał bardzo dobrze, pisząc o hojności suwerena, wystawnych ucztach, w których brał udział, tańcach, a także turniejach, w których często występował.

### Działalność polityczna

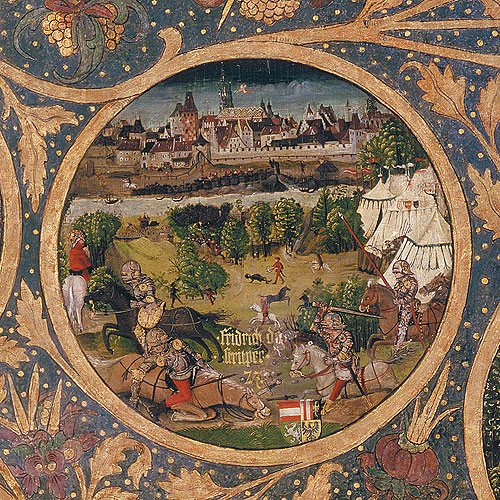
Fryderyk II Bitny na drzewie genealogicznym rodu Babenbergów.

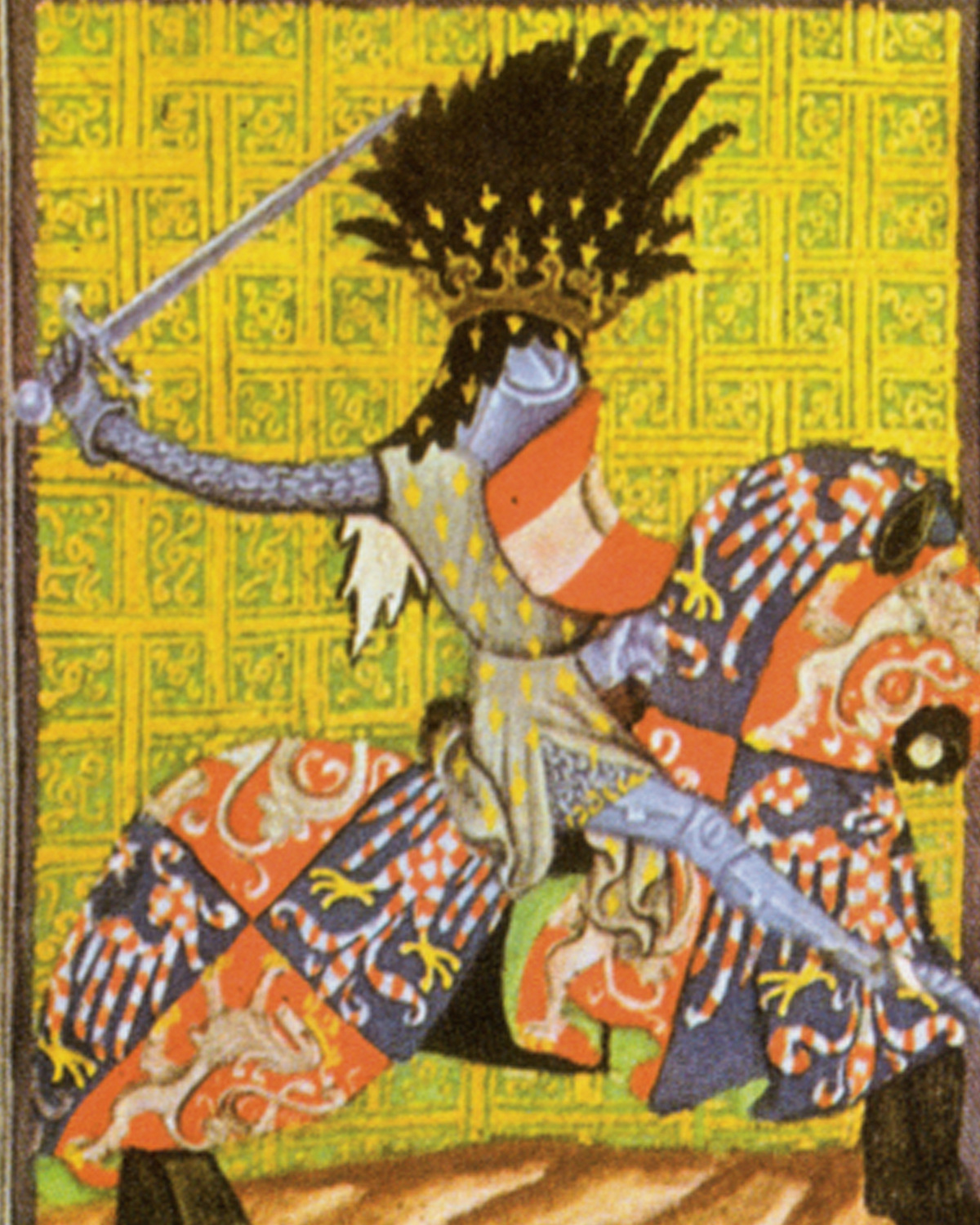
Przemysł Ottokar II na miniaturze z kodeksu Gulhausen.

Między 1225 a 1230 rokiem Ulryk ożenił się z Perchtą von Weissenstein. Z licznych (osiemdziesiąt trzy dokumenty) źródeł można wnioskować, że cieszył się on wysokim szacunkiem i prestiżem. Służący jego synowi, Ottonowi II, kronikarz Ottokar, wspominał Ulryka jako władcę mądrego i przemyślnego. Po śmierci Leopolda VI Sławnego Ulryk służył na dworze ostatniego księcia Austrii z dynastii Babenbergów, Fryderyka II Bitnego. Przez pierwsze dziesięć lat koncentrował się jednak na sprawach Styrii, rzadko zjawiając się na dworze w Wiedniu, co pozwoliło mu na uniknięcie konfliktów, w które wdawał się jego suweren. W 1236 Fryderyk II Bitny rozpoczął wojnę przeciwko cesarzowi Fryderykowi II, który pokonał swego wasala, a z Wiednia uczynił wolne miasto Cesarstwa. Jednak gdy cesarz skoncentrował się na sprawach dotyczących Italii, Fryderyk II Bitny odzyskał swoje posiadłości. W ten sposób po krótkiej przerwie znowu stał się suwerenem Ulryka. W 1239 obaj Fryderykowie zawiązali sojusz, który pozwolił księciu Austrii na podboje terytorialne. Przywrócenie zgody umożliwiło Ulrykowi szybkie awansowanie na dworze księcia. W 1241 został on wielkim cześnikiem Styrii, a więc musiał należeć do bliskich ludzi Fryderyka II Bitnego.
W roku tym książę Austrii zagarnął teren trzech pogranicznych hrabstw węgierskich, podczas gdy król Węgier Bela IV, zmuszony był uciekać z kraju przed inwazją Mongołów. Kiedy król wrócił do kraju, niezwłocznie wypowiedział Fryderykowi II Bitnemu wojnę, w wyniku której odzyskał hrabstwa. W wojnie tej Ulryk musiał się wykazać odwagą i talentem, ponieważ w 1245 roku został mianowany marszałkiem Styrii. Jako marszałek brał udział w wygranej bitwie pod Litawą, stoczonej podczas kolejnej wojny z Węgrami. W czasie tej bitwy wojska węgierskie zostały pokonane, jednak zginął książę Fryderyk, a jego śmierć marszałek Styrii opisał później w Służbie damom. Po nagłym zgonie bezdzietnego księcia wybuchły walki o schedę po nim. Ulryk wpierw popierał bratanicę księcia, Gertrudę, a od 1251 roku króla Czech, Wacława I Przemyślidę, który dążył do osadzenia w Austrii swojego syna Przemysła Ottokara II. Ulryk był wówczas członkiem delegacji wysłanej do Miśni z propozycją objęcia tronu, jednak podczas podróży posłowie zostali przyjęci i ugoszczeni przez króla czeskiego, którego w ostateczności poparli.
W roku 1254 na mocy traktatu pokojowego część Styrii przypadła królowi Węgier. Ulryk udał się wówczas w domowe zacisze, gdzie zajął się pisaniem pieśni i poematów. To wówczas powstały Służba damom oraz Księga dam. Do polityki słynny minnesinger powrócił cztery lata później, w czasie antywęgierskiego powstania, w wyniku którego cała Styria podporządkowała się królowi Czech. W ciągu następnych lat Ulrykowi udało się odzyskać wysoką pozycję wśród styryjskich dworzan. W 1269 roku być może należał do grupy styryjskich możnych, których król Przemysł Ottokar II zatrzymał przy sobie jako gwarantów wierności Styrii. W roku 1272 Ulryk został ponownie mianowany marszałkiem swojej prowincji, a później jej najwyższym sędzią i gubernatorem. Kiedy Rudolf I Habsburg sam nadał sobie tytuł dziedzica Babenbergów, Przemysł Ottokar zmuszony był zabiegać o przychylność nowych poddanych, co ułatwiło Ulrykowi zapewnienie jego synowi, Ottonowi II, dziedziczenia po nim wszystkich posiadanych przez siebie urzędów i godności.

### Turnieje
Ważną część życia Ulryka stanowiły turnieje rycerskie, o których pisał w Służbie damom. Trudno w nich odróżnić fikcję od rzeczywistości; przyjmuje się jednak, że opisane w poemacie przygody zdarzyły się naprawdę, chociaż autor zwielokrotnił liczbę odbytych pojedynków. Mając dwadzieścia osiem lat, w 1226 roku Ulryk wracał z pielgrzymki do Rzymu. W drodze powrotnej zorganizował rycerską wyprawę, zwaną podróżą Wenus, której celem było stoczenie jak największej liczby pojedynków na kopie. Trasę oraz cel wyprawy ujawnił w liście wysłanym do rycerstwa. Wiodła ona z Mestre pod Wenecją do Brzecławia na pograniczu austriacko-morawskim. W czasie wyprawy Ulryk przebrany był za „panią Wenus” – alegorię miłości. Nosił na sobie damską odzież i miał przypięte do hełmu warkocze. Jego orszak ubrany był na biało. Tego typu maskarady nie były wówczas powszechne, ale nie były też czymś wyjątkowym. Według relacji Ulryka stoczył on w tym czasie (podróż trwała miesiąc) około trzystu walk.
W 1240 roku rycerz podjął drugą podróż, zwaną podróżą Artura. Inspiracją do niej były opowieści o królu Arturze i rycerzach Okrągłego Stołu. Przemierzał on w tym czasie Karyntię i pojedynkował się z chętnymi do turniejowych potyczek. Tych, którzy skruszyli z nim trzy kopie, zapraszał do swojego orszaku i nadawał im imię pochodzące ze wspomnianych legend arturiańskich. Na wielki turniej zaprosił rycerzy sam książę Fryderyk II Bitny, jednak kiedy wszyscy zjawili się w Katzelsdorfie, gdzie ów turniej miał się odbyć, książę odwołał turniej, najprawdopodobniej obawiając się, aby nie stała się ona miejscem politycznych przetasowań w jego państwie.

### Śmierć
Ulryk zmarł 26 stycznia 1275 roku. Nie jest pewne, gdzie został pochowany, jednak najbardziej prawdopodobnym miejscem jest kaplica Świętego Jana w benedyktyńskim klasztorze w Seckau. Z klasztorem tym była związana rodzina matki Ulryka. Grób jego nie przetrwał do dzisiejszych czasów. Często mylnie podaje się, znajdującą się w kościele Świętego Jakuba w Unzmarkt-Frauenburgu, płytę kamienną ozdobioną inskrypcją Tu leży Ulryk, tego domu prawy dziedzic, za pochodzącą z grobu poety. W rzeczywistości pochodzi ona z grobu jego wnuka Ulryka III. Po śmierci ojca, jego spadkobierca Otton II dokonał politycznej wolty i poparł cesarza Rudolfa I Habsburga jako pana Austrii.

## Twórczość
Ulryk był autorem dwóch rycerskich poematów. Oba były napisane w połowie lat 50. XIII wieku, podczas gdy ich autor musiał na cztery lata zrezygnować z uczestniczenia w wielkiej polityce i wrócić do swoich posiadłości. W obu poematach daje się zauważyć pogląd autora o ułomności jego czasów. Upatruje on szansę w restytucji dawnego porządku, nie zdając sobie jednak sprawy, że w rzeczywistości dworzanie we wcześniejszych wiekach byli o wiele słabiej wykształceni, a co za tym idzie również ich maniery były mniej wysublimowane.

### Służba damom
Jest to rycerski poemat, częściowo wzorowany na Parsifalu Wolframa von Eschenbacha. Ulryk zachował w nim jednak niepowtarzalną oryginalność. Autor odważył się odejść od konwencji „pieśni porannej”, czyli opisów cierpienia rozstających się rankiem kochanków. Według niego, to właśnie dzień jest błogosławieństwem, natomiast noc swoją ciemnością rozdziela miłujących się ludzi. Jedynym od tego odstępstwem jest spędzenie nocy z ukochaną osobą. W dziele tym mamy do czynienia z dowcipną narracją i lekkim stylem. Wątki autobiograficzne krzyżują się w nim z wątkami fikcyjnymi. Poza elementem narracyjnym w dziele występuje również pięćdziesiąt osiem pieśni, z których pięćdziesiąt pięć zostało później opublikowanych w Codex Manesse. Utwór ma dwudzielną strukturę. Wpierw opowiada o młodzieńczych przeżyciach bohatera, o wspaniałej karierze, przeżytej dzięki rycerskim cnotom, oraz o późniejszym upadku. W drugiej części narrator opisuje stopniowe odzyskiwanie należnej pozycji oraz sięgnięcie po jeszcze większe zaszczyty i zdobycie rodzinnego szczęścia. Pieśni zawarte w utworze można podzielić na kilka bloków tematycznych:
- pierwszych trzynaście pieśni opowiada o narastającym pożądaniu do damy i licznych prośbach, by spełniła ona marzenia młodego rycerza;
- sześć pieśni opowiada o rozczarowaniu i frustracji, która ogarnia bohatera;
- w następnych sześciu bohater gniewa się na obiekt swoich uczuć, który jak dotąd jedynie go zwodził i ranił.
- po czym w sześciu kolejnych rycerz poszukuje nowego obiektu uczuć;
- trzynaście pieśni opowiada o znalezieniu nowej kobiety, z którą bohater dzieli swoje szczęście oraz osiąga duchową i cielesną rozkosz;
- w kolejnych sześciu dzieli się doświadczeniami, jak poradzić sobie z samotnością;
- w ostatnich ośmiu pieśniach wszystko kończy się pochwałą dobrej miłości, która zmienia życie niewiast i mężczyzn w raj na ziemi.

Pięćdziesiąt cztery pieśni określone zostały mianem tańców, dwie piosenkami i dwie marszami. Treść opowiada o życiu bohatera, nieszczęśliwej miłości do zwodzącej go damy, odbytych turniejach i wojnach, przygotowaniu do wyprawy krzyżowej, w której w ostateczności bohater nie uczestniczył i wreszcie znalezieniu szczęścia i szacunku.

### Księga dam
Drugie dzieło Ulryka, czyli Księga dam (niem. Frauenbuch, średnio-wysoko-niem. Frowen puoch) posiada formę dysputy prowadzonej pomiędzy dworzaninem a damą na temat relacji między płciami. Utwór zachował się w jednym tylko egzemplarzu, spisanym na początku XVI wieku na życzenie cesarza Maksymiliana I Habsburga. Narrator obrał rolę sędziego w sporze damy i dworzanina. W utworze dominuje przekonanie, że społeczność dworska znajduje się w kryzysie, a czasy, w których żył autor były o wiele gorsze od dawniejszych lat. Księga dam stanowi pochwałę cnót takich jak umiarkowanie i subtelność obyczajów. Autor nie stronił od krytykowania zarówno mężczyzn, jak i kobiet, a również takich cech jak choćby nadmierna gorliwość religijna.